# Satan und Ischariot I–III
Satan und Ischariot,  eine Erzählung Karl Mays, erschien zuerst in drei Teilen in der Wochenzeitschrift Deutscher Hausschatz in Wort und Bild. Die Teile sind im Deutschen Hausschatz ohne gemeinsamen Obertitel veröffentlicht worden.

## Inhalt
Die Gesamthandlung der Trilogie umfasst einen Zeitraum von mehreren Jahren und wird nicht chronologisch, sondern mit Rückblenden erzählt. Inhaltlich geht es um die Verfolgung der Schurkenfamilie Melton, die die Helden über verschiedene Kontinente führt. In den drei Bänden Satan und Ischariot stehen Harry, Thomas und Jonathan Melton im Mittelpunkt der Handlung:

### Harry Melton
Old Shatterhand begegnet dem Mormonen Harry Melton im „Meson de Madrid“ von Guaymas in Mexiko, wo dieser für den Besitzer der Hazienda del Arroyo, Timoteo Pruchillo, Deutsche als Arbeitskräfte anwirbt, deren Verträge so abgefasst sind, dass sie an die Hazienda del Arroyo gebunden sind. Später lässt er die Hazienda von seinen Verbündeten, den Yumas, überfallen und niederbrennen, damit er das Anwesen samt dem dazugehörigen Quecksilberbergwerk Almaden alto vom Vorbesitzer billig kaufen kann. Die angeworbenen Arbeiter und ihre Angehörigen werden nach Almaden alto geschafft und müssen dort in Gefangenschaft Quecksilber für ihn fördern. Old Shatterhand gelingt es, sie wieder zu befreien und Harry Melton gefangen zu nehmen. Melton wird an den Yuma-Häuptling „Listige Schlange“ ausgeliefert, kann aber entkommen. Als Schreiber Hudson schleicht er sich in die Kanzlei des Anwaltes Fred Murphy ein, um dort die Betrügereien seines Neffen Jonathan bezüglich des Vermögens des alten Hunter zu decken. Auf der Flucht vor Old Shatterhand, Winnetou und Emery Bothwell wird er von seinem Bruder Thomas beim Streit um das einzige Pferd ermordet.

### Thomas Melton
Thomas Melton, der Bruder von Harry Melton und Vater von Jonathan Melton, hat sich vor Jahren der Verfolgung durch Old Shatterhand wegen Falschspiels und Mord durch die Flucht nach Tunesien entzogen. Dort lebt er unter dem falschen Namen Kalaf Ben Urik als Hauptmann der Armee, sein Vorgesetzter und Gönner ist Krüger-Bei. Während der Niederschlagung eines Aufstandes der Uled Ayar-Beduinen läuft er zu diesen über und lockt Krüger-Bei in eine Falle, um ein Lösegeld zu erpressen. Im Zuge dieser Wirren ermordet er zudem den Millionärssohn Small Hunter, dessen Stelle dann von seinem Sohn Jonathan eingenommen wird, um dessen Erbe an sich zu bringen. Kara Ben Nemsi nimmt beide Meltons gefangen, diese können sich aber befreien und flüchten nach New Orleans. Später ermordet er, auf der Flucht vor seinen Verfolgern Winnetou, Old Shatterhand und Emery Bothwell, seinen eigenen Bruder Harry, um mit dessen Pferd weiter flüchten zu können. Nach seiner erneuten Gefangennahme will er sich durch Verrat an seinem Sohn freikaufen. Als er keinen Ausweg mehr sieht, tötet er sich selbst.

### Jonathan Melton
Jonathan Melton, der Sohn von Thomas Melton und Neffe von Harry Melton, sieht dem Millionenerben Small Hunter zum Verwechseln ähnlich. Er erschleicht sich das Vertrauen von Small Hunter, bereist zusammen mit ihm den Orient und trifft in Tunis auf seinen Vater, der dort unter dem Namen Kalaf Ben Urik lebt. Thomas Melton ermordet Small Hunter und Jonathan tritt an seine Stelle, um in Amerika dessen Millionen-Erbschaft anzutreten. In New Orleans lernt er Judith Silberstein kennen, die – angezogen durch seinen Reichtum – mit ihm vor Old Shatterhand, Winnetou und Emery Bothwell, die bereits seit Tunis auf seinen Fersen sind, flieht. Nach seiner Gefangennahme erfährt er vom Tod seines Vaters, was ihn aber völlig kalt lässt. Er stirbt im Gefängnis während der Verbüßung seiner Haftstrafe.

## Werkgeschichte
„Ich habe Korrekturen und Kürzungen nie geduldet. Der Leser soll mich so kennen, wie ich bin, mit allen Fehlern und Schwächen, nicht aber wie der Redakteur mich zustutzt“, schrieb Karl May in seiner Autobiographie Mein Leben und Streben (1910). Trotzdem übernahm der Autor die radikale Kürzung eines Zeitschriftenredakteurs in die spätere Buchausgabe, obwohl er die Chance gehabt hätte, den ursprünglichen Text wiederherzustellen.
Satan und Ischariot wurde nach Mays Tod in den Radebeuler und Bamberger Ausgaben des Karl-May-Verlages (KMV) nicht um die gekürzten Teile ergänzt. Die drei Bände erhielten nach dem Zweiten Weltkrieg Einzeltitel, wobei man bei den ersten beiden (Felsenburg, Krüger Bei) auf die Hausschatz-Titel zurückgriff. Für den dritten Band verwendete man Satan und Ischariot, der auch als Obertitel der Trilogie verwendet wurde.
1927 wurde das gestrichene Heimat-Kapitel in Band 47 der Gesammelten Werke (GW) in bearbeiteter Form als zwei Erzählungen aufgenommen, Professor Vitzliputzli und Wenn sich zwei Herzen scheiden. Der bei May namenlose Linguist erhielt den Spitznamen „Vitzliputzli“ als Anspielung auf die Vorliebe des Gelehrten für altindianische Sprachen. „Vitzliputzli“ ist eine Verballhornung des aztekischen Gottes Huitzilopochtli, die unter anderem auch Heinrich Heine verwendet hat. Bearbeiter dieser Fassung war Franz Kandolf.
Mays Originaltext erschien 1997 in Band 79 GW unter dem Titel Old Shatterhand in der Heimat.

### Zeitschriftenausgabe
Die Erstveröffentlichung erschien im Deutschen Hausschatz:
20. Jahrgang (1893/94)

Die Felsenburg (Karl May schrieb diesen Teil der Erzählung in der Zeit von Mai bis Dezember 1891.)

Nr. 1, Oktober 1893 – Nr. 52, September 1894
21. Jahrgang (1894/95)

Krüger-Bei (In der Handschrift lautet der Titel Krüger-Bei, der Herr der Heerscharen.)

Nr. 1, Oktober 1894 – Nr. 33, Mai 1895
22. Jahrgang (1895/96)

Die Jagd auf den Millionendieb (Der Titel stammt von dem Redakteur Heinrich Keiter.)

Nr. 1, Oktober 1895 – Nr. 46, August 1896

### Buchausgaben

#### Karl May’s gesammelte Reiseerzählungen
- Satan und Ischariot I[8]
- Satan und Ischariot II[9]
- Satan und Ischariot III[10]

#### Karl May’s Gesammelte Werke
- Band 20: Die Felsenburg
- Band 21: Krüger Bei
- Band 22: Satan und Ischariot

#### Weitere Ausgaben
- Aktuelle Ausgaben in der Bücherdatenbank.

## Besonderes
In dieser Trilogie findet eine eindeutige Gleichsetzung des Ich-Erzählers mit Old Shatterhand, Kara Ben Nemsi und „Dr. Karl May“ statt.
Vom dritten Teil (Die Jagd auf den Millionendieb) ist die Handschrift vollständig erhalten.

## Vertonungen
Die Satan und Ischariot-Trilogie wurde in den vergangenen Jahren neu dramatisiert. Durch Produzentenquerelen und Sprecherwechsel erschienen die drei Teile jedoch nicht als einheitliches Ganzes.

## Dramatisierung
Der erste Band der Trilogie wurde 1969 von Wulf Leisner unter dem Titel Die Felsenburg. Old Shatterhand und Winnetou am Río Sonora. Freilichtspiel nach Motiven Karl Mays als Theaterstück für Freilichtbühnen dramatisiert und am 5. Juli 1969 unter seiner Regie im Kalkbergstadion in Bad Segeberg im Rahmen der Karl-May-Festspiele uraufgeführt.